# Fissidens nobreganus
Fissidens nobreganus är en bladmossart som beskrevs av Alphonse Luisier och Potier de la Varde 1953. Fissidens nobreganus ingår i släktet fickmossor, och familjen Fissidentaceae. Inga underarter finns listade i Catalogue of Life.